# Dunn's River Falls
Dunn’s River Falls – wodospad w pobliżu miasta Ocho Rios na Jamajce. Jest jedną z głównych atrakcji turystycznych wyspy, jak i całych Karaibów.

## Opis
Wodospad o wysokości ok. 55 m i długości 180 m. i ma kształt kaskady, przypominającej gigantyczne naturalne schody, ale nie pozbawionej ingerencji człowieka. Pomiędzy progami znajduje się kilka niewielkich stawów.
Wodospady kończą swój bieg w Morzu Karaibskim na zachodnim krańcu piaszczystej plaży.

## Turystyka
Wspinaczka po wodospadach jest popularną atrakcją turystyczną i często, ale nie wyłącznie, odbywa się z pomocą przewodników z parku. Trwa 1–1,5 godz. z przerwami na fotografowanie lub filmowanie, które wykonują przewodnicy. Wzdłuż wodospadów znajdują się schody, którymi można wygodnie wejść na górę.
Wodospady są otoczone bujną, zieloną roślinnością, która chroni wodospady i turystów przed słońcem i zapewnia chłód. Ponieważ wspinaczka bywa trudna, więc często, dla ułatwienia, wodospady są pokonywane przez turystów trzymających się za ręce z przewodnikiem na czele.

## Historia

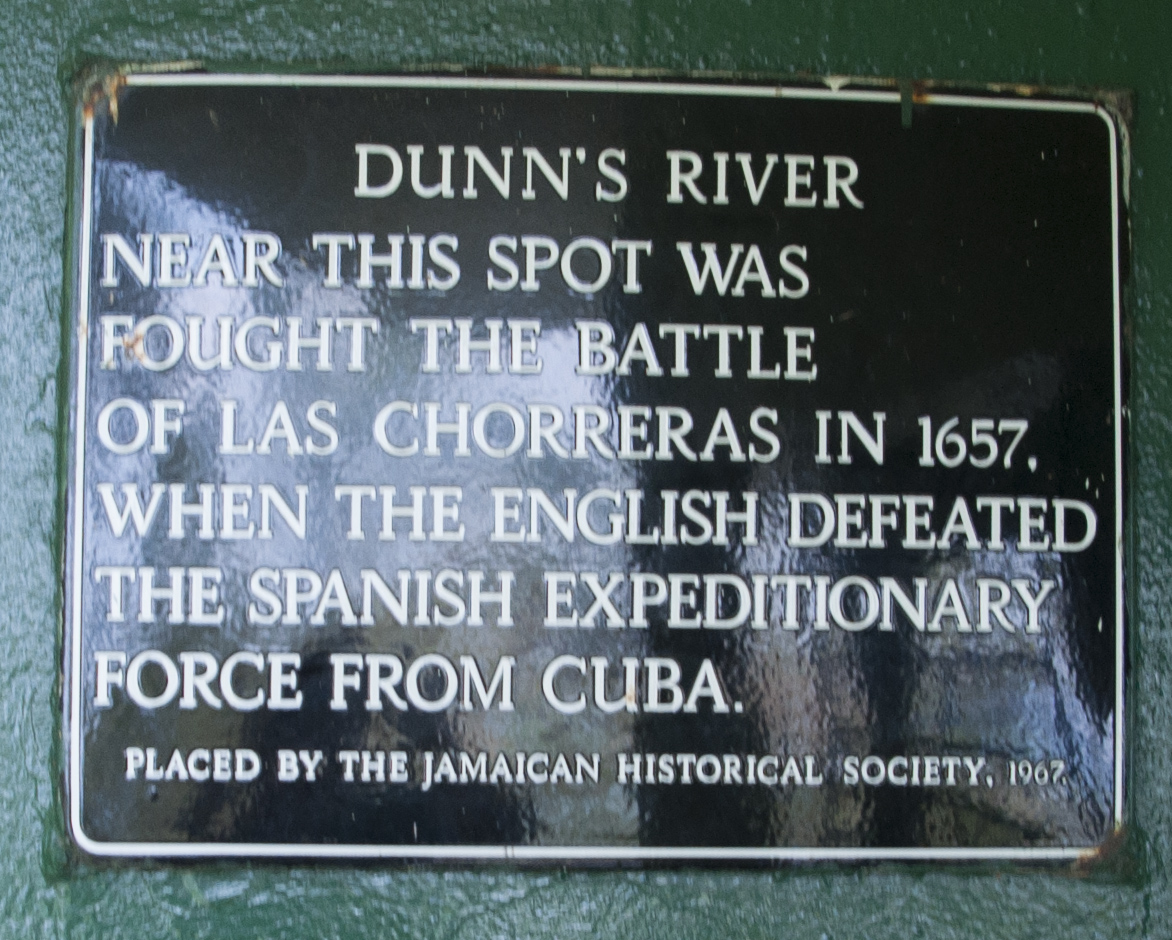
Tablica upamiętniająca bitwę pod Ocho Rios

W pobliżu wodospadów w 1657 roku rozegrała się bitwa pod Ocho Rios, w czasie której Brytyjczycy pokonali hiszpańskie siły ekspedycyjne z Kuby.
Wydarzenie to upamiętnia tablica umieszczona w dolnej części wodospadów przez Jamajskie Towarzystwo Historyczne (patrz zdjęcie).

## Geologia
Dunn’s River jest krótkim ciekiem wodnym, wypływającym ze źródła na wysokości 55 m do morza. Zasilana jest źródlaną wodą bogatą w węglan wapnia, z której wytrąca się trawertyn, tworząc szereg tarasów zbudowanych z martwicy wapiennej. Takie wodospady określane są przez geologów żyjącym fenomenem, ze względu na to, że w sposób ciągły budowane przez osady wytrącające się z wody. Wodospady Dunn’s River są jednymi z niewielu na świecie, które kończą swój bieg bezpośrednio w morzu.